# Топические стероиды
Топические стероиды — формы глюкокортикостероидов (ГКС) для местного (англ. topical) применения. Топические стероиды являются наиболее часто назначаемыми местными препаратами для лечения кожной сыпи, экземы и дерматитов. Топические стероиды многообразны, обладают противовоспалительными свойствами и классифицируются на основе их кожных сосудосуживающих способностей и их эффективных доз (силы действия) в сравнении с натуральным гидрокортизоном (кортизолом коры надпочечников). Одно и то же действующее вещество так же может относиться к разными классам в зависимости от концентрации (например, 0,025 % и 0,01 %) и основы (гель или мазь).
За время использования топических стероидов (с 1960-х) многое стало известно об их нежелательных реакциях. Так, при длительном использовании они могут вызывать истончение кожи, приводить к зависимости (привыканию кожи), развитию «стероидных угрей», периорального дерматита и синдрома красной горящей кожи. Однако, правильное использование препаратов под врачебным наблюдением позволяет добиться улучшения у пациентов с различными кожными заболеваниями и избежать развития нежелательных реакций.

## Медицинское применение
Выбор топического стероида для лечения зависит от таких факторов, как форма заболевания, степень воспаления, локализация, возраст пациента, предыдущее лечение.
Более слабые топические стероиды применяются на более тонкие участки кожи — такие, как лицо (в том числе — веки), шея, складки (например, под грудью, подмышечная область, локтевые сгибы, запястья, подколенная область, паховые складки), область промежности («зона подгузника» — у детей). Препараты средней силы используются на остальные участки кожи, но при выраженном обострении экземы также могут использоваться на участки с тонкой кожей, но только на несколько дней. Топические стероиды средней силы и слабые можно использовать под окклюзивными повязками. Препараты средней силы используются для лечения также склероатрофического лихена, тяжёлого дерматита. Сильные топические стероиды используются для лечения псориаза, простого лихена, дискоидной волчанки, алопеции, тяжёлого атопического дерматита у взрослых.
Для предотвращения тахифилаксии топические стероиды часто применяются по неделям: неделя использования — неделя без препарата. Некоторые рекомендуют использование в течение 3 последовательных дней, затем — 4 дня перерыва.
Существуют также схемы поддерживающего лечения, направленные на поддержание ремиссии: например, при атопической экземе топические стероиды можно использовать несколько раз в неделю на наиболее часто воспаляющиеся участки кожи.
Длительное и неграмотное использование топических стероидов может приводить ко вторичному инфицированию грибками, бактериями, а также к истончению и атрофии кожи, телеангиоэктазиям, появлению петехий и другим нежелательным реакциям.
Применение единицы на кончике пальца помогает определять нужное количество тропического стероида для различных областей тела.

## Нежелательные эффекты
- супрессия гипоталамо-гипофизарно-надпочечниковой оси
- синдром Кушинга
- стероид-индуцированный диабет
- остеопороз
- Синдром Отмены Топических Кортикостероидов (СОТК)
- аллергический контактный дерматит («стероидная аллергия»)
- стероид-индуцированная атрофия кожи
- периоральный дерматит: сыпь и воспаление вокруг рта и области глаз, связанное с длительным применением топических стероидов
- офтальмологические осложнения: ГКС в виде капель часто используются после офтальмологических операций, но могут вызывать повышение внутриглазного давления, повышают риск глаукомы, катаракты, ретинопатии, а также могут вызывать системные нежелательные реакции
- тахифилаксия: быстрое развитие толерантности к действию препарата после применения повторных доз. Значимая тахифилаксия может развиться к 4-му дню лечения. Выздоровление обычно наступает к 3-4 дню отмены. Этот нежелательный эффект как правило преодолевается при применении «интермиттирующего» режима применения (чередование нескольких (3) дней применения и 3-4 дней без использования препарата, или, например, чередование недели применения с неделей неиспользования препарата).
- нежелательные реакции, связанные с основой или другими компонентами препарата
- другие местные нежелательные реакции: гипертрихоз, фолликулит, милиария, генитальные язвы, и детская ягодичная гранулема. Длительное использование может приводить к стойкому зуду, саркоме Капоши, и необычным дерматозам.

## Системы классификации

### Система США
Система США использует 7 классов, которые классифицируются по их способности сужать капилляры и вызывать побледнение кожи. Класс I — самый сильный, или суперпотентный. Класс VII — самый слабый и мягкий.
Класс I
Очень сильные: до 600 раз мощнее гидрокортизона
- клобетазол пропионат 0,05 %
- бетаметазон дипропионат 0,25 %
- галобетазол пропионат 0,05 %
- дифлоразон диацетат 0,05 %

#### Класс II
- амцинонид 0,05 %
- дезоксиметазон 0,25 %
- флуоцинонид 0,05 %
- хальцинонид 0,05 %
- галцинонид 0,05 %

#### Класс III
- флутиказон пропионат 0,005 %
- бетаметазон дипропионат 0,05 %
- бетаметазон валерат 0,1 %
- дифлоразон диацетат 0,05 %
- триамцинолон ацетонид 0,5 %
- мометазон фуроат 0,1 %

#### Класс IV
- дезоксиметазон 0,05 % крем
- Флуоцинолон ацетонид 0,025 % мазь
- флудроксикортид 0,05 % мазь
- триамцинолон ацетонид 0,1 % крем

#### Класс V
- бетаметазон дипропионат 0,02 % лосьон
- бетаметазон валерат 0,1 % крем
- флуоцинолон ацетонид 0,025 % крем
- флудроксикортид 0,05 % крем
- гидрокортизон бутират 0,1 % крем
- гидрокортизон валерат 0,2 % крем
- триамцинолон ацетонид 0,1 % лосьон

Слабые

#### Класс VI
- бетаметазон валерат 0,1 % лосьон
- десонид 0,05 % крем
- флуоцинолон ацетонид 0,01 % раствор

#### Класс VII
- дексаметазон фосфат натрия 0,1 % крем
- гидрокортизон ацетат 1 % крем
- метилпреднизолон ацетат 0,25 % крем

### Другие страны
Большинство других стран, таких, как Великобритания, Германия, Нидерланды, Новая Зеландия, выделяет только 4 класса. В Новой Зеландии класс I является сильнейшим, в то время как в странах континентальной Европы IV класс является сильнейшим.

#### Класс IV
Очень сильные (до 600 раз мощнее гидрокортизона)
- клобетазол пропионат
- бетаметазон дипропионат

#### Класс III
Сильные (в 50-100 сильнее гидрокортизона)
- бетаметазон валерат
- бетаметазон дипропионат
- дифлюкортолон валерат
- гидрокортизон 17-бутират (Локоид)
- мометазон фуроат (Элоком крем/лосьон)
- метилпреднизолон ацепонат (Адвантан мазь/крем/эмульсия)
- галометазон 0,05 %

#### Класс II
Умеренные (в 2-25 раз сильнее гидрокортизона)
- клобетазол бутират
- триамцинолон ацетонид

#### Класс I
Слабые
- гидрокортизон 0,5-2,5 %